# Karl Friedrich August Fritzsche
Karl Friedrich August Fritzsche (* 16. Dezember 1801 in Steinbach; † 6. Dezember 1846 in Gießen) war deutscher protestantischer Theologe und ältester Sohn von Christian Friedrich Fritzsche (1776–1850).

## Leben
Sein Vater Christian Friedrich Fritzsche war in Steinbach bei Borna Pfarrer. Nach dem Besuch der Thomasschule in Leipzig von 1814 bis 1820 studierte Fritzsche ab 1820 an der Universität Leipzig Theologie. Er erwarb 1823 den Titel eines Magisters und wurde zum Dr. phil. promoviert.
1826 konnte sich Fritzsche als Prof. für Theologie an der Universität Rostock habilitieren. Er wendete die grammatischen und philologischen Methoden seines Lehrers, des Philologen Johann Gottfried Jakob Hermann auf das Neue Testament an. Zusammen mit seinem Bruder Otto Fridolin Fritzsche und seinem Vater gab er die Fritzschiorum opuscula academica (1838) heraus. Von 1841 bis 1846 wirkte Fritzsche als o. Prof. für Theologie an der Universität Gießen.

## Mitgliedschaften
Karl Friedrich August Fritzsche war Mitglied der Deutschen Morgenländischen Gesellschaft.

## Werke
- Lateinische Kommentare zu Matthäus, 1826
- Lateinische Kommentare zu Markus, 1830
- Lateinische Kommentare zu Römer, 3 Bd., 1836 bis 1843